# فیلیپ ریزو
فیلیپ ریزو (به انگلیسی: Philippe Rizzo) ژیمناست زادهٔ ۹ فوریهٔ ۱۹۸۱ میلادی اهل کشور استرالیا است.